# Instituto Superior Politécnico de Manica
O Instituto Superior Politécnico de Manica (ISPM) é uma instituição pública de ensino superior de Moçambique que tem a sua sede no posto administrativo de Matsinho, distrito de Vanduzi, na província de Manica, numa área que se estende por cerca de 400 hectares. 
Juridicamente o ISPM é uma pessoa colectiva de direito público, dotada de personalidade jurídica e goza de autonomia científica, pedagógica, administrativa e disciplinar.

## Histórico
O Instituto Superior Politécnico de Manica (ISPM) foi criado no primeiro grupo de instituição deste tipo de ensino estabelecido pelo governo. Seu termo legal de criação foi dado pelo decreto nº 31/2005, de 23 de agosto de 2005, expedido pelo Conselho de Ministros e publicado no Boletim da República número 33, I série.

## Cursos
O Instituto Superior Politécnico de Manica, oferece formação profissional nas áreas de agricultura, economia, gestão e turismo; conferindo o grau de bacharel e licenciado nos seguintes cursos:
- Ecoturismo e Fauna Bravia[5]
- Engenharia Zootécnica[6]
- Engenharia Florestal[7]
- Contabilidade e Auditoria[8]
- Engenharia Agrícola[9]
- Tecnologias de Processamento de Alimentos
- Contabilidade e Administração Pública.

## Centros
- Centro de Orientação ao Empresário[10]
- Centro de Informática e Linguas
- Centro Cultural Académico Montalto
- Centro de Incubação de Empresas